# Paul B. Coremans
Paul Bernard Joseph Marie Coremans (Borgerhout, Bélgica; 29 de abril de 1908-Noorden, Países Bajos; 11 de junio de 1965) fue un científico belga que impulsó los campos de la gestión y conservación del patrimonio cultural. Fue el fundador y primer director del Instituto Real del Patrimonio Artístico.
En junio de 2015, el Instituto organizó un simposio internacional en honor a Coremans, conmemorando el 50 aniversario de su fallecimiento.

## Primeros años y formación
Coremans estudió latín y griego en el Athénée royal d'Anvers entre 1920 y 1926. Posteriormente, obtuvo un doctorado en química analítica en la Universidad Libre de Bruselas (ULB) en 1932, donde también trabajó como asistente de biblioteca. En 1934, Jean Capart, conservador de los Museos Reales de Arte e Historia de Bruselas, lo invitó a establecer un laboratorio y reorganizar el sistema de documentación fotográfica de los museos.
En su nuevo cargo, Coremans aplicó técnicas de laboratorio para autenticar artefactos y evaluar su estado de conservación. Utilizó análisis por radiografía, termografía y luz ultravioleta, lo que permitió estudios más detallados de las obras. En 1935, publicó sus primeras investigaciones sobre el acondicionamiento del aire en los museos. Paralelamente, continuó su formación en metalografía en la ULB, espectrografía en la Universidad de Lieja y en historia de la pintura flamenca del siglo XV en los Museos Reales de Bellas Artes de Bélgica.

## Segunda Guerra Mundial
Durante la Segunda Guerra Mundial, Capart encargó a Coremans la supervisión de un proyecto de documentación del patrimonio cultural. Coremans invitó a voluntarios a fotografiar monumentos y arte público en Bélgica, completando una colección de 30,000 negativos pertenecientes al servicio fotográfico de los Museos Reales de Arte e Historia. Fue apoyado en esta tarea por Jozef Muls, director de la Administración de Bellas Artes, y Constant Leurs, director del «Comisariado General para la Restauración del País». Coremans reclutó a jóvenes, evitando que fueran enviados a Alemania para trabajos forzados, y obtuvo la colaboración de fotógrafos en todas las provincias del reino. Se tomaron 160,000 vistas, que formaron la base de los «Archivos Centrales Iconográficos del Arte Nacional». Como miembro de la Resistencia Armada, Coremans ocultó a jóvenes resistentes y objetores al trabajo forzado en Alemania en los edificios del Parque del Cincuentenario. Su equipo llevó a cabo misiones de emergencia para salvar fragmentos del relicario de Santa Gertrudis de Nivelles y pinturas murales en las iglesias de San Brice y San Quintín en Tournai. También se centró en la preservación de obras de arte en los museos de Brujas, trasladándolas al castillo de Lavaux-Sainte-Anne, así como aquellas almacenadas en diversos refugios en Gante, Amberes y Bruselas. Hizo todo lo posible para evitar el deterioro de su estado. En 1942, fue asignado a la dirección de los laboratorios de los Museos Reales de Arte e Historia.

## Después de la guerra
Tras la Segunda Guerra Mundial, Coremans colaboró con las autoridades en la restitución de obras de arte robadas por los nazis a ciudadanos belgas. Esta misión confidencial planteó interrogantes sobre la protección del patrimonio en tiempos de guerra, lo que llevó a Coremans a realizar una encuesta internacional sobre el tema. Esta investigación derivó en la redacción de una serie de directrices publicadas en 1946 en el manual La protection scientifique des œuvres d'art en temps de guerre; l'expérience européenne pendant les années 1939 à 1945.
Mientras tanto, los servicios museísticos bajo la dirección de Coremans crecieron significativamente, lo que condujo en 1948 a la creación de los «Archivo Central Iconográfico del Arte Nacional y Laboratorio Central de los Museos de Bélgica» (ACL), una institución autónoma de la que Coremans fue su primer director. En 1957, el ACL pasó a llamarse Instituto Real del Patrimonio Artístico. Ese mismo año, Coremans fue designado como perito en el juicio contra el falsificador Han van Meegeren, lo que le otorgó gran notoriedad, pero también lo expuso a numerosas críticas por parte de coleccionistas que habían sido engañados.
En 1948, fue nombrado profesor en la Universidad de Gante, donde introdujo por primera vez en Bélgica la enseñanza de la tecnología y el examen científico de las obras de arte, orientado a estudiantes de arqueología e historia del arte. Su objetivo era considerar las características físicas de las obras junto con los aspectos estéticos e históricos. Esta experiencia de convergencia entre las ciencias duras y las ciencias sociales lo llevó a reorganizar el ACL en tres departamentos: Documentación, Conservación-Restauración y Laboratorios, dando origen al concepto de interdisciplinariedad.
El primer gran proyecto de restauración del ACL fue, en 1950, la restauración del Políptico del Cordero Místico de los hermanos Hubert y Jan van Eyck. Le siguieron otras restauraciones bajo el mismo espíritu de colaboración. La necesidad de difundir los métodos utilizados en estas restauraciones llevó a la publicación del Boletín del Instituto Real del Patrimonio Artístico a partir de 1958. Paralelamente, bajo la dirección de Coremans, se creó el Centro Nacional de Investigación sobre los Primitivos Flamencos, en colaboración con Herman Bouchery y Jacques Lavalleye. Este centro publicó varias series de obras que permitieron al Instituto aumentar su actividad a nivel internacional. Gracias a su experiencia en el ámbito de los centros de investigación, en 1957 Coremans fue nombrado miembro del Consejo Especial de Revisión para la Investigación Científica, creado por el Consejo Nacional de Política Científica de Bélgica. Entre 1951 y 1954, participó activamente en la creación del Seminario de Arte de Bruselas, un programa universitario fundado por la Fundación Educativa Belga-Americana (Belgian American Educational Foundation), en el que impartió cursos sobre técnicas de pintura. En dicho seminario participaron especialistas eminentes como Erwin Panofsky. Esta intensa actividad, tanto a nivel nacional como internacional, impulsó el traslado del Instituto Real del Patrimonio Artístico a una nueva sede, independiente y construida a medida. Coremans diseñó en detalle los requerimientos de cada uno de los departamentos del Instituto junto con René Sneyers, subdirector, y Maurice Vanden Stock, director administrativo. Las obras comenzaron en 1959 y se completaron en 1962. El edificio fue considerado un modelo para inspirar a otras instituciones extranjeras. Para Coremans, este proyecto supuso una oportunidad para racionalizar y desarrollar las actividades formativas del Instituto, mediante la creación de un programa regular de estudios de posgrado en análisis científico y conservación de bienes culturales. En sus últimos años, Coremans dedicó gran parte de su energía a esta actividad educativa. Uno de sus principales objetivos fue el desarrollo y la difusión de una enseñanza interdisciplinaria en este campo. En 1963, impartió cursos teóricos y prácticos de conservación en el Instituto Real del Patrimonio Artístico, en colaboración con la Fundación Educativa Belga-Americana y el Conservation Center del Instituto de Bellas Artes de la Universidad de Nueva York.
Paul Coremans falleció el 11 de junio de 1965 en Noorden. Su colaborador René Sneyers, entonces director de los laboratorios, lo sucedió como director del Instituto.
Coremans es reconocido internacionalmente como un promotor del interés por el patrimonio artístico mundial, un interés que ayudó a consolidar gracias a la aplicación de sus conceptos innovadores.

## Publicaciones
- (en francés) Paul Coremans, Sur le déplacement des électrolytes adsorbés, Ph.D thesis, université libre de Bruxelles, 1932.
- (en neerlandés) Paul Coremans, De wetenschappelijke bescherming der kunstwerken in oorlogstijd, Laboratoire central des musées belges, Bruxelles, 1946, 32 p.
- (en francés) Paul Coremans et Aquilin Janssens de Bisthoven, Van Eyck. L'adoration de l'Agneau mystique, De Nederlandsche Boekhandel, Anvers, 1948, 45 p.
- Paul Coremans, Van Meegeren's faked Vermeers and de Hooghs. A scientific examination, J. M. Meulenhoff, Amsterdam, 1949, 40 p.
- (en francés) Centre national de recherches "Primitifs flamands", L'Agneau mystique au laboratoire : examen et traitement, De Sikkel, Anvers, 1953, 132 p.
- (en francés) Paul Coremans (ea), Utilisation des lampes fluorescentes dans les musées. Considérations générales et conseils pratiques à l'usage des directeurs et des conservateurs de musées, ICOM, Paris, 1953, 14 p.